# Reinhard Schwarzenberger
Reinhard Schwarzenberger (n. 7 ianuarie 1977, Saalfelden am Steinernen Meer, Salzburg, Austria) este un săritor cu schiurile ce a reprezentat Austria, medaliat olimpic. A participat la o ediție a Jocurilor Olimpice (1998) în care a câștigat o medalie de bronz.

## Participări
Lista de mai jos prezintă principalele competiții la care a participat Reinhard Schwarzenberger de-a lungul carierei.
- ski jumping at the 1998 Winter Olympics – large hill team[*]